# Berkut

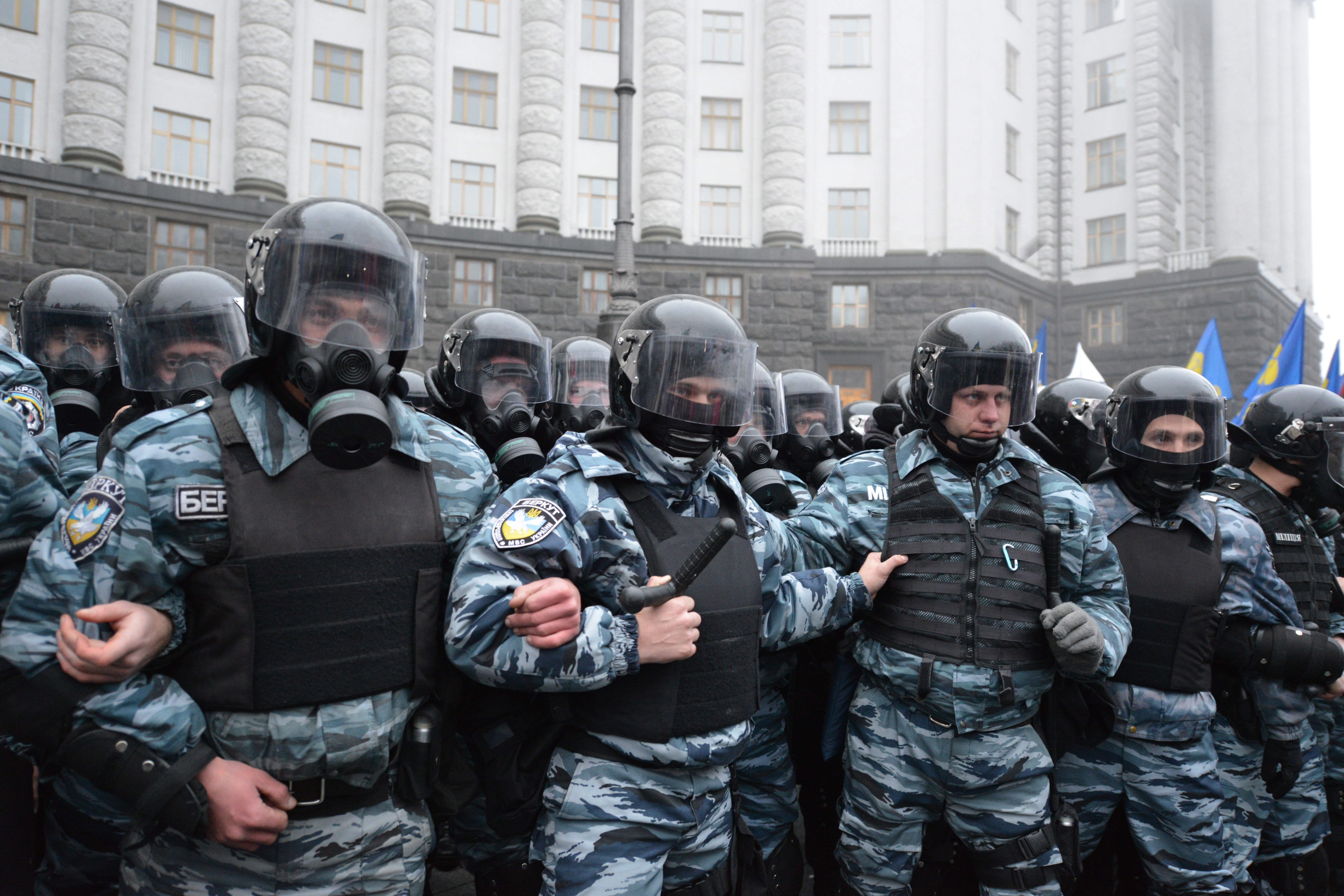
Berkut asigură paza Cabinetului de Miniștri în timpul protestelor Euromaidan

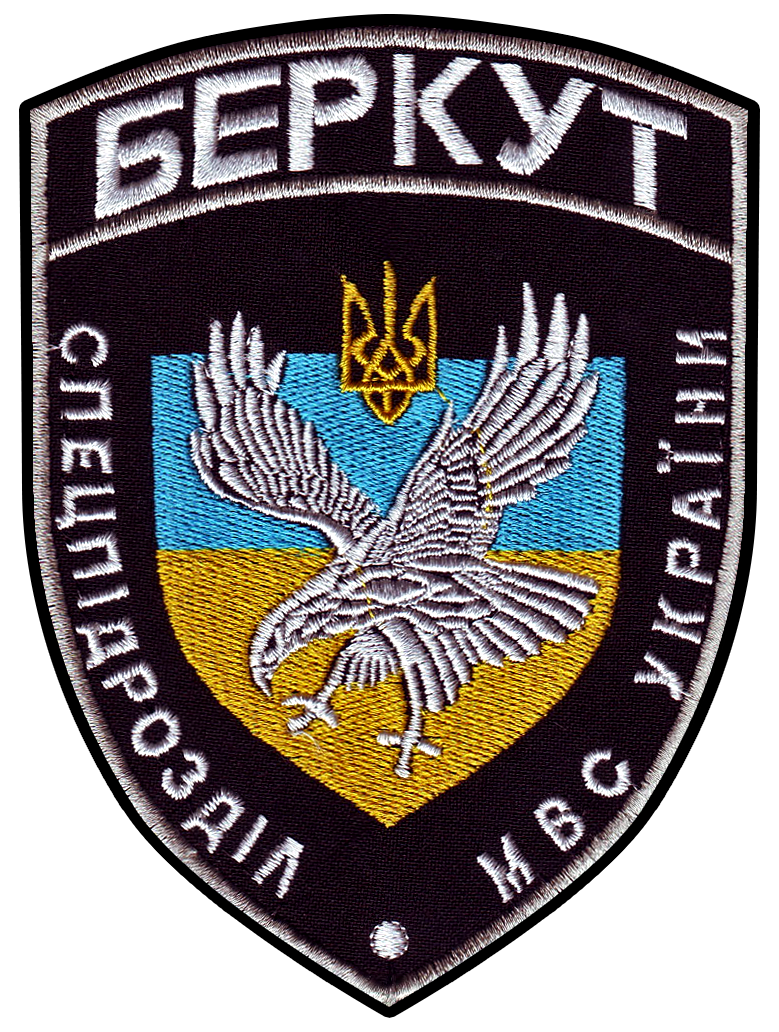
Emblema Berkutului

Berkut (în ucraineană Беркут, adică acvilă de munte), denumirea completă Unitatea specială a miliției securității sociale  "Berkut" (în ucraineană Cпеціальний підрозділ міліції суспільної безпеки «Беркут»), a fost o unitate specială de poliție a Ministerului Afacerilor Interne din Ucraina. Unitatea a fost responsabilă pentru respectarea siguranței publice și luptei împotriva criminalității organizate. Simbolurile heraldice și numele provin de la Acvila de munte, în ucraineană pasărea poartă numele de Berkut/Беркут.
Berkutul este succesorul OMON-ului sovietic, și a fost creat la 5 decembrie 1988, de către Ministerul Afacerilor Interne al ex-RSS Ucrainene. Formațiunea este semi-autonomă și reglementată la nivel local sau regional (regiune, raion, oraș). Există câte o unitate "Berkut" în fiecare regiune și fiecare oraș mare din țară. 
Scopul principal declarat al acestei forțe speciale este controlul mulțimii, cu toate acestea, Berkut a fost deseori acuzat că a luat parte la înșelătorii, terorizări și atacuri asupra alegătorilor ucraineni, în special contra persoanelor care nu au susținut candidatura lui Ianukovici. Unitatea are o istorie bine documentată de răpiri, atacuri și torturări a protestatarilor, mai ales în timpul Euromaidanului și într-o măsură mai mică, din timpul Revoluției Portocalii.

## Dizolvare
Ministrul interimar de interne ucrainean Arsen Avakov a anunțat la 26 februarie 2014 dizolvarea Berkut. Autoritățile din portul Sevastopol din Crimeea au invitat membrii trupelor desființate să vină aici.